# Pteruthius
A Pteruthius a madarak osztályának verébalakúak (Passeriformes) rendjébe és a lombgébicsfélék (Vireonidae) családjába tartozó nem. Egyes szervezetek ezt a nemet a Pteruthiidae családba sorolják, de ez még nem terjed el igazán.

## Rendszerezésük
A nemet William Swainson angol ornitológus írta le 1832-ben, az alábbi 9 faj tartozik ide:
- Pteruthius xanthochlorus
- feketefülű gébicstimália (Pteruthius melanotis)
- Pteruthius intermedius
- Pteruthius aenobarbus
- Pteruthius rufiventer
- Pteruthius flaviscapis
- Pteruthius aeralatus
- Pteruthius ripleyi
- Pteruthius annamensis

## Előfordulásuk
Ázsia területén honosak.

## Megjelenésük
Testhosszuk 11,5–20 centiméter közötti.